# Астреус гігрометричний
Астреус гігрометричний, земляна зірка (Astraeus hygrometricus) — вид базидієвих грибів роду астреус (Astraeus) родини діплоцістаєві (Diplocystaceae). Гриб класифіковано у 1889 році. Цей гриб часто плутають з грибами роду Geastrum.

## Будова
Плодове тіло має спочатку круглу форму, а згодом зікроподібну, діаметром 2-8 см. Гліба (спороносний шар) спочатку біла, з часом стає чорна і порошиста. Споровий порошок коричневий. Спори округлі з дрібнобородавчастою поверхнею, іноді еліпсоподібної форми, діаметром 8-11 мкм, коричневого кольору.

## Життєвий цикл
У молодому віці гриб схожий на порхавку. Дозрівший гриб розкривається у вигляді характерної зірк перед дощем, щоб краплини рознесли спори.

## Поширення та середовище існування
Вид поширений у тропічних та помірних регіонах по всьому світі. В Україні трапляється на всій території. Росте в хвойних, листяних та змішаних лісах, в лісових насадженнях, в степах, на піщаних ґрунтах.

## Практичне використання
Їстівний гриб у молодому віці. Використовується у тайських стравах.

## Галерея

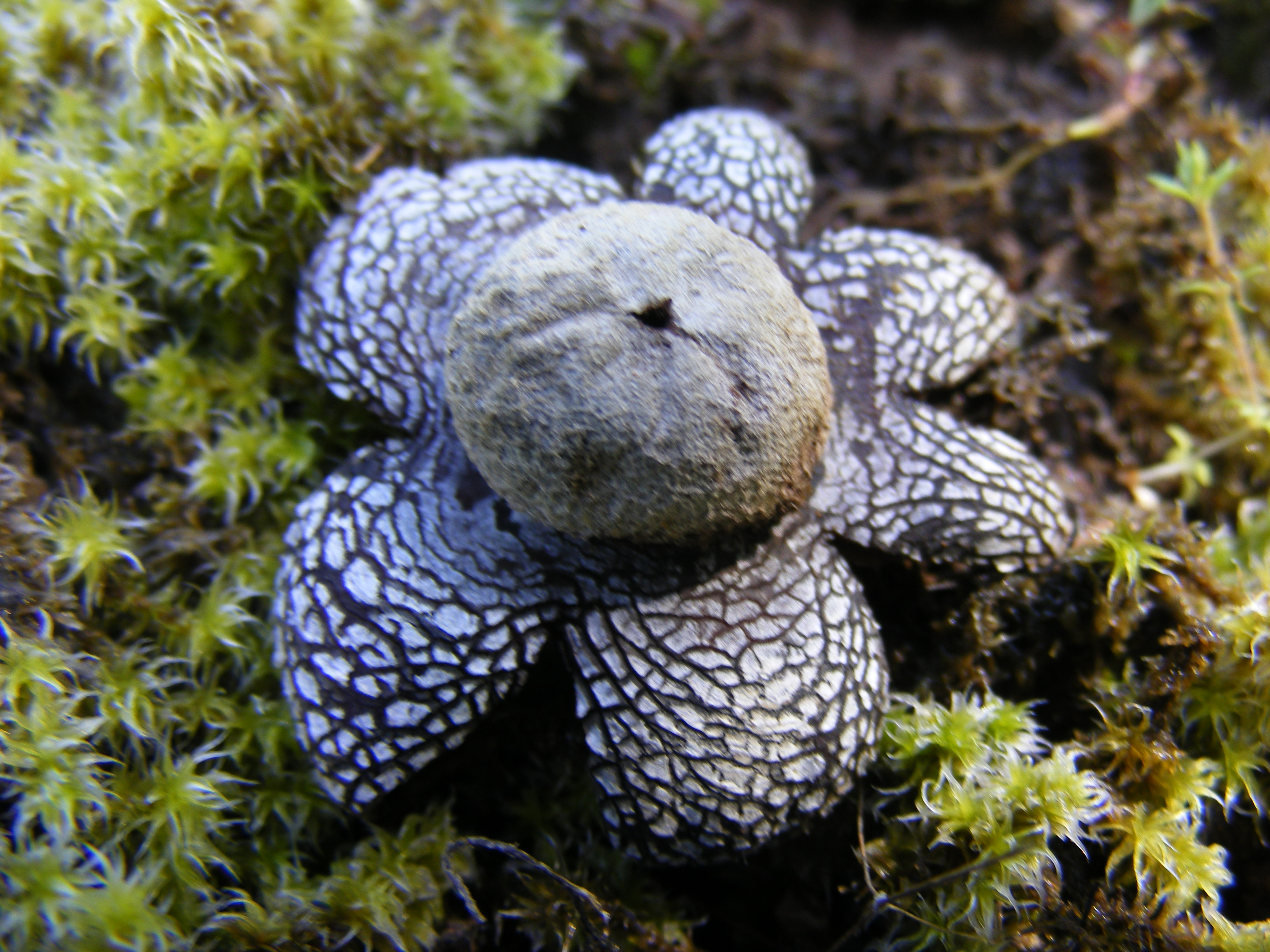
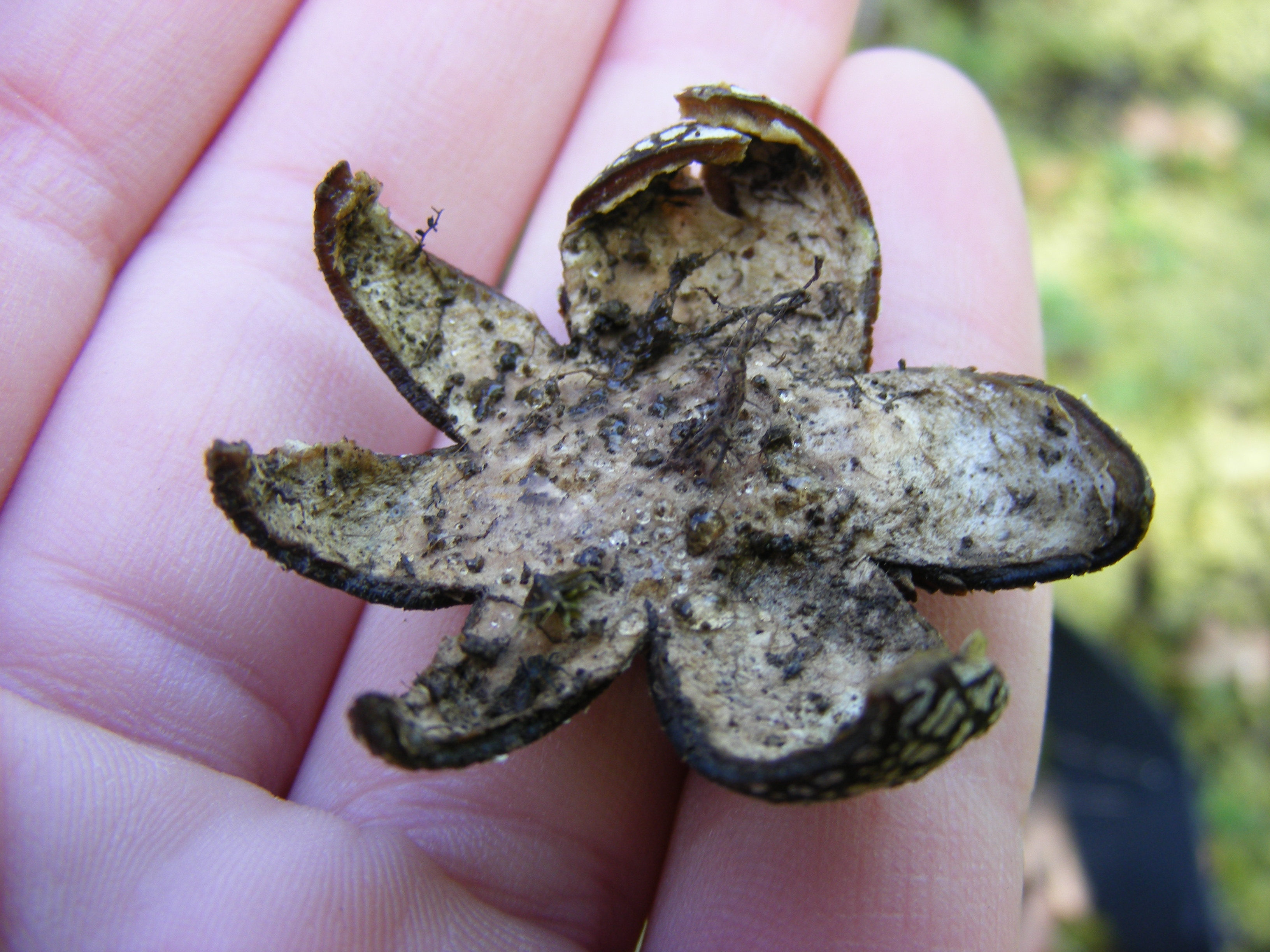
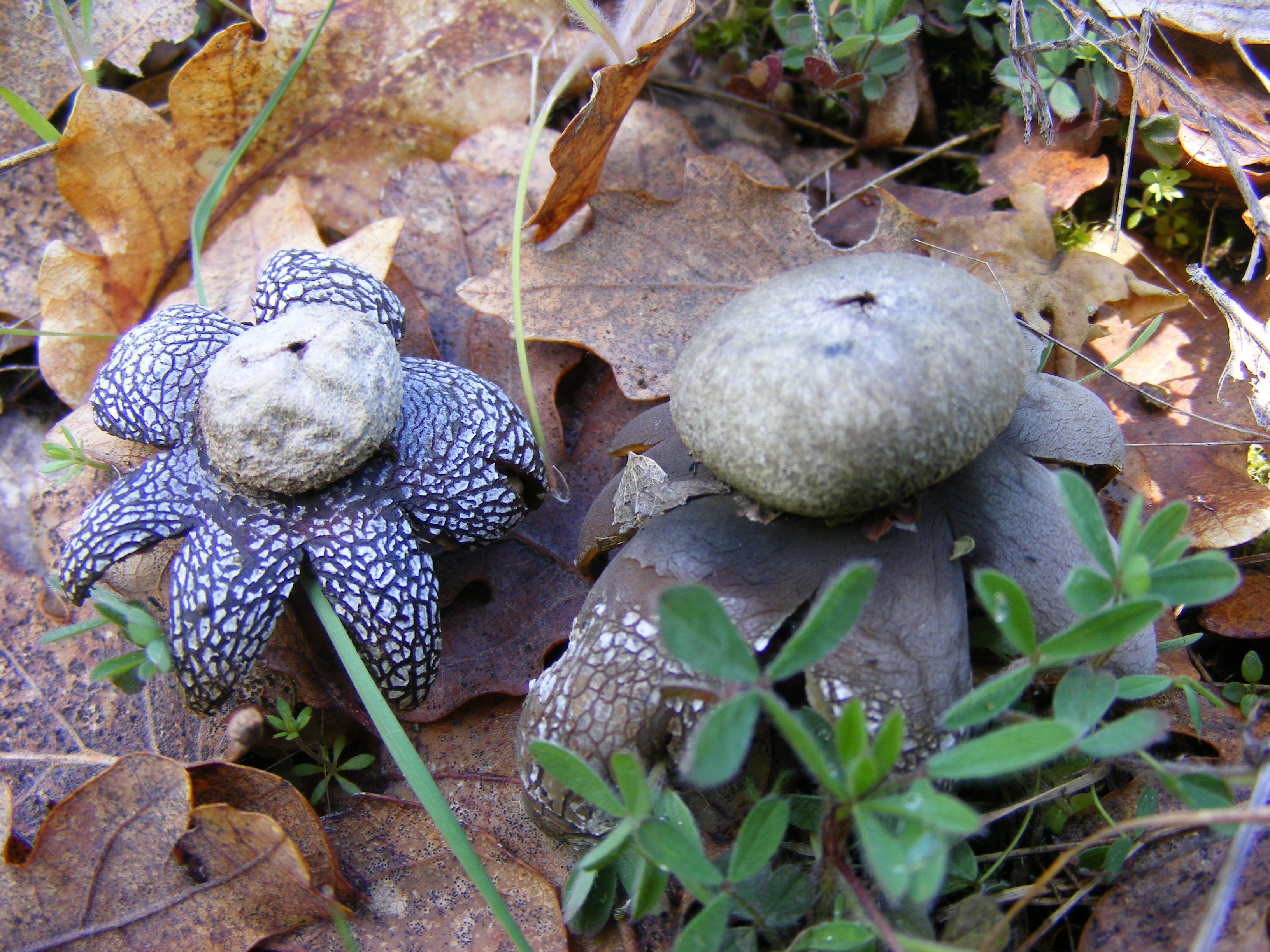
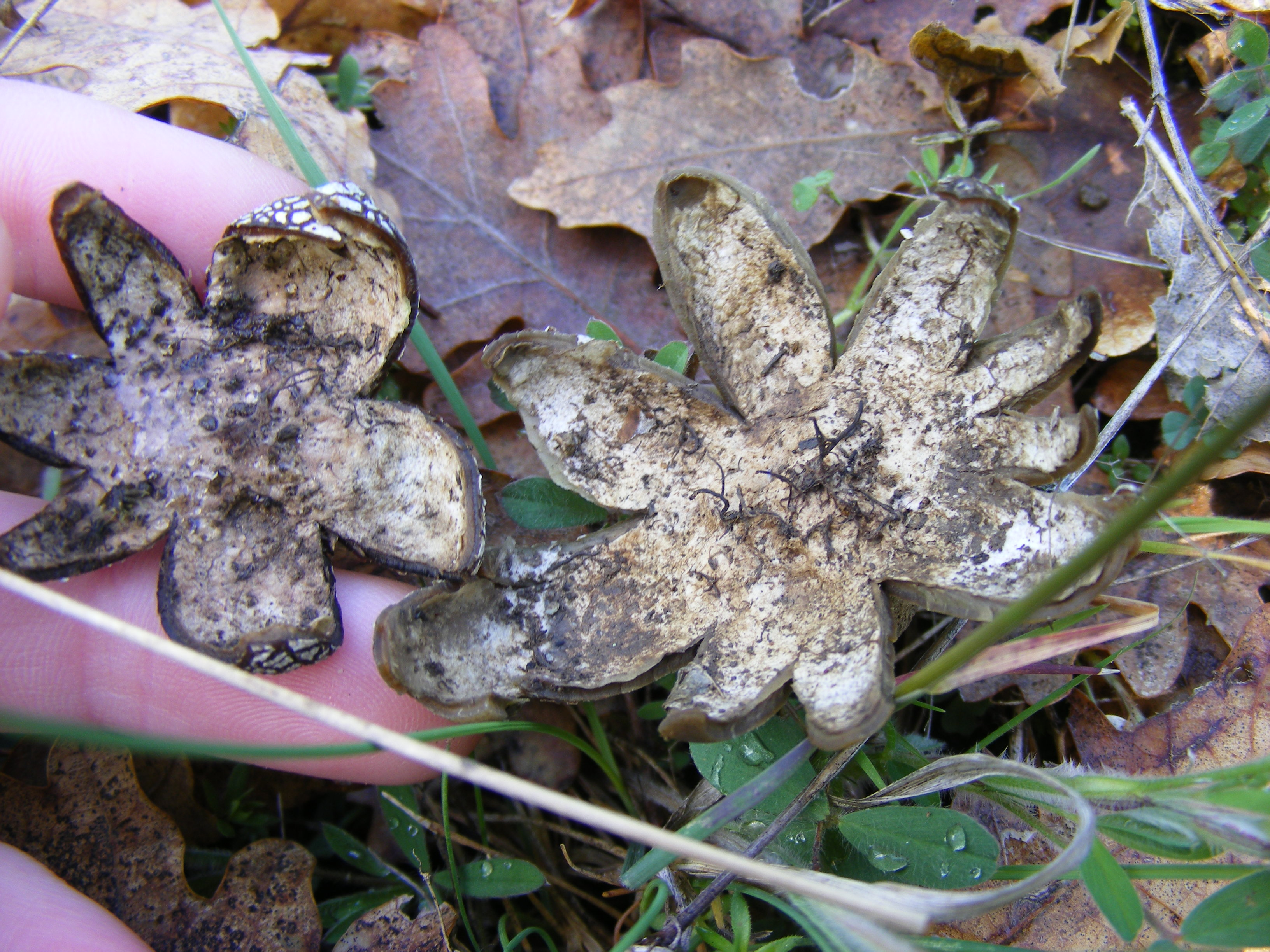
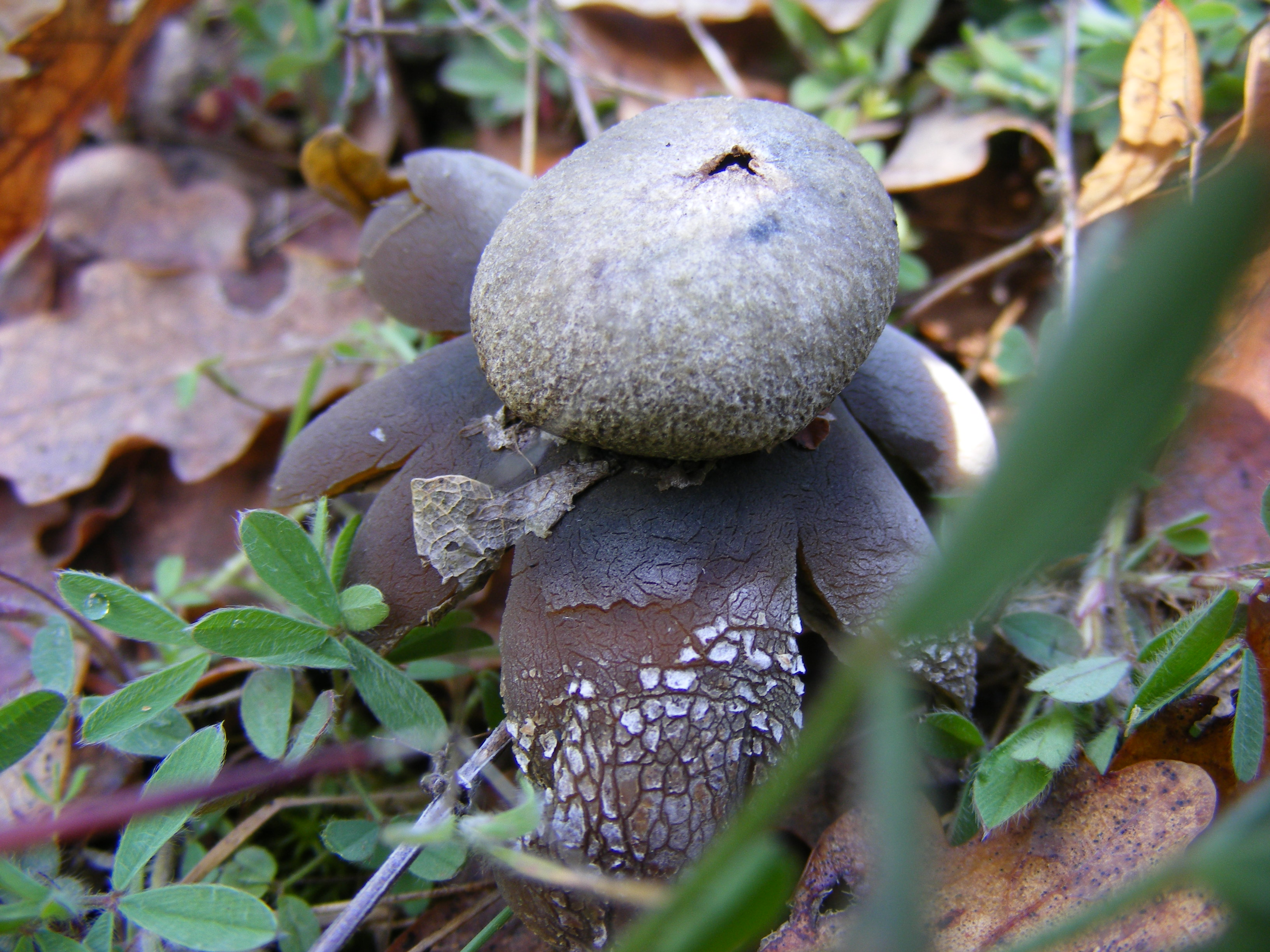
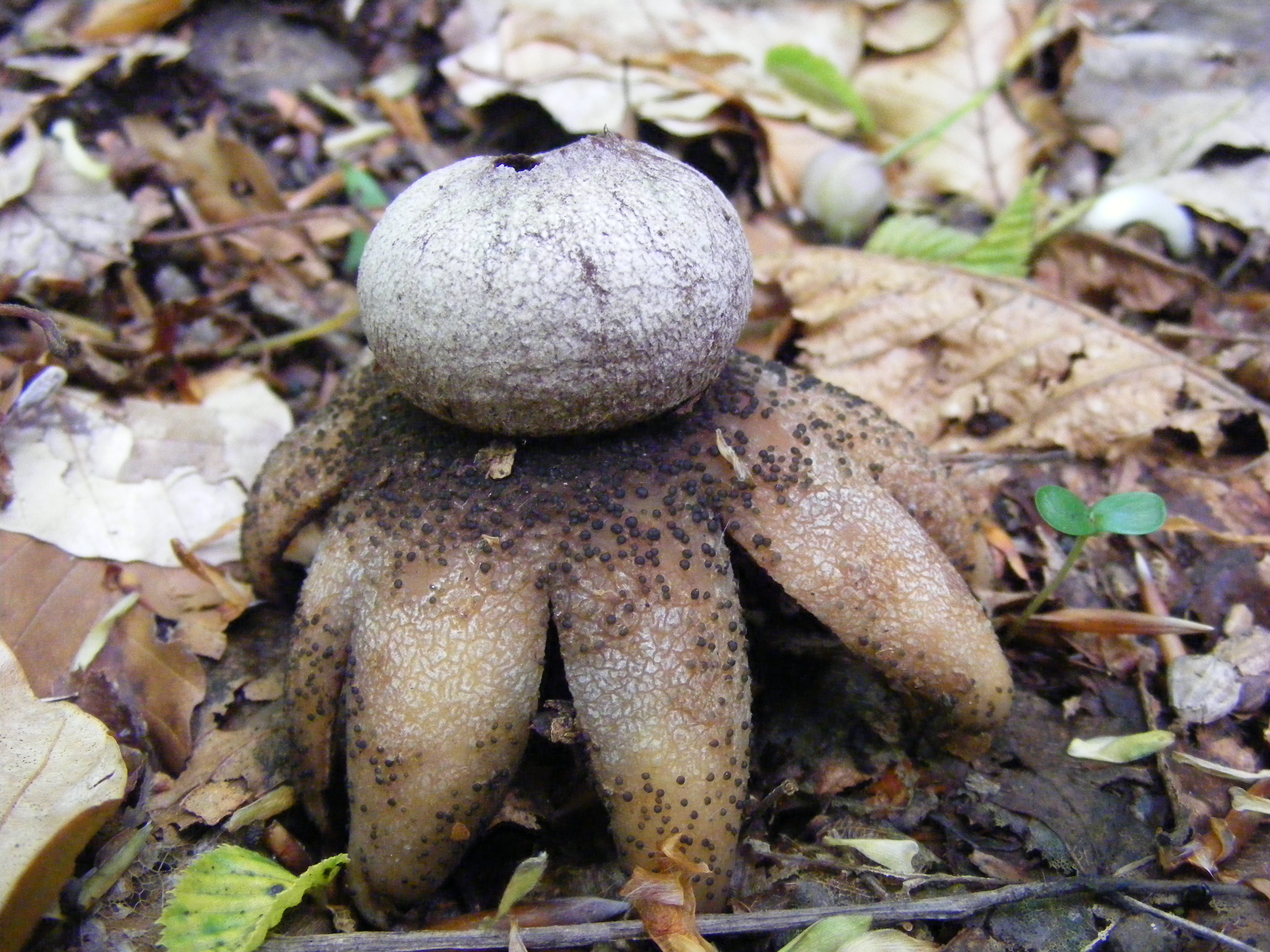
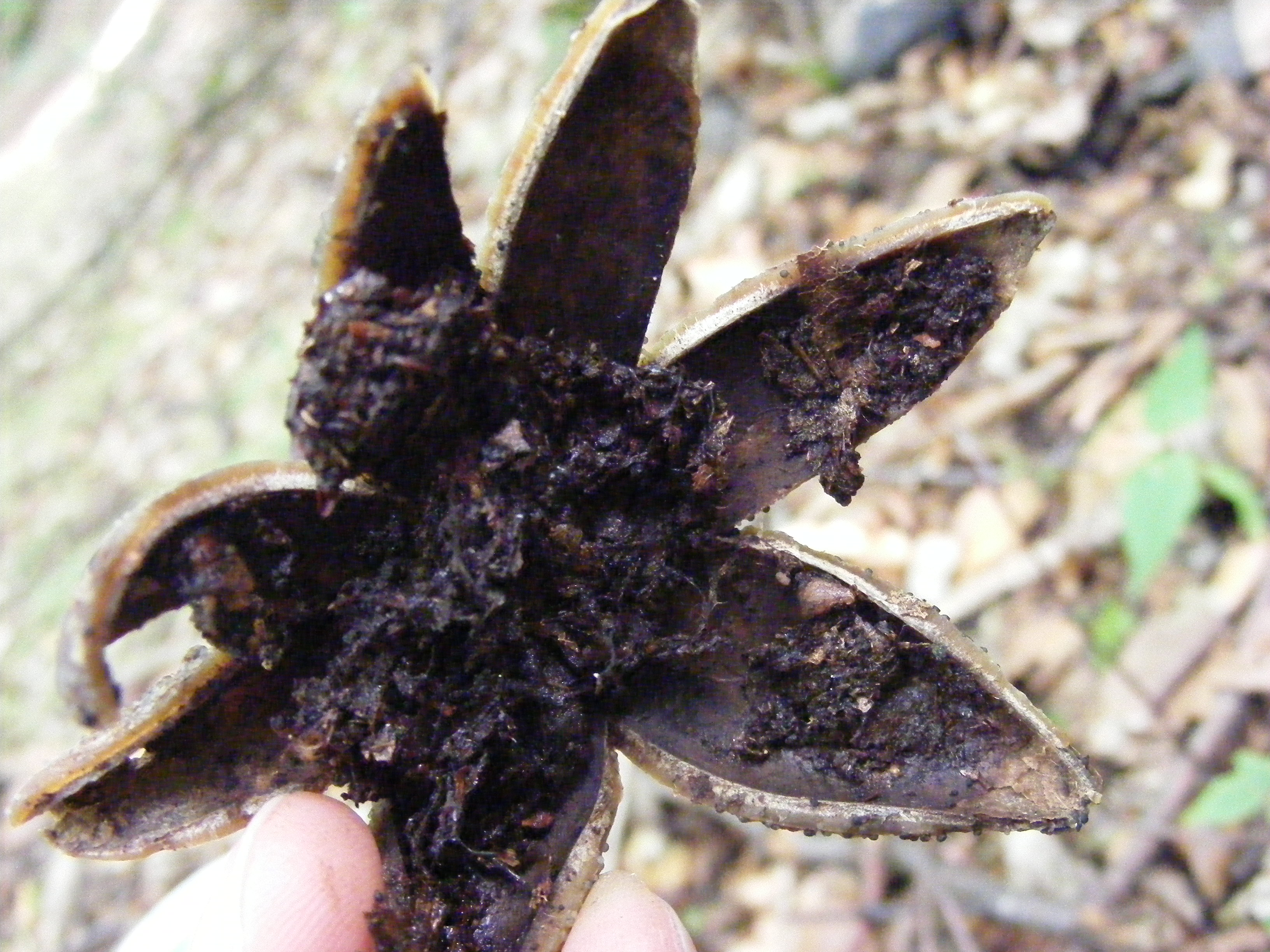